# Кебурия, Виссарион Савельевич
Виссарион Савельевич Кебурия (Кебуров) (15 февраля 1870, село Чхороцку, Кутаисская губерния — 4 декабря 1958, Тбилиси) — грузинский инженер, первый авиатор грузинского происхождения.

## Биография
Родился 15 февраля 1870 года[по какому календарю?] в селе Чхороцку (на территории исторической области Мегрелия, ныне в Чхороцкуском муниципалитете в Грузии). Его отец был плотником, мать считалась знахаркой.
В возрасте 14 лет, побывав в Поти и увидев Поти-Тифлисскую железную дорогу и идущий поезд, он принял решение остаться на строительстве железной дороги. На железной дороге Кебурия работал у инженера Сливицкого, приходившегося дядей Эльдару и Георгию Шенгелая. Виссарион Кебурия экстерном сдал экзамены в петербургском Институт инженеров путей сообщения и получил звание старшего техника путей сообщения. Женился на Софико Шиукашвили из Гори, у них родилось трое сыновей.
Директор института инженеров путей сообщения Михаил Герсеванов (Герсеванишвили) предлагал ему остаться в Петербурге и заняться научной работой, но Кебурия отказался, так как уже увлёкся авиационным делом. После института он был назначен старшим техником на железную дорогу Оренбург-Ташкент, в 1905 году работал старшим техником на Боржомско-Карсской железной дороге. В 1902 году участвовал в строительстве железнодорожного моста-виадука через реку Цемисцкали (мост Эйфеля) на узкоколейной дороге Боржоми-Бакуриани. Затем Кебурия работал в железнодорожных мастерских в Тифлисе и в свободное время занимался постройкой планера из бамбука по чертежам Отто Лилиенталя, предоставленным ему профессором Николаем Жуковским во время учёбы в Петербурге.

### Карьера авиатора
В 1908 году сконструировал из бамбука свой первый планер и совершал на нём полёты в пригороде Тифлиса Сабуртало. Длина полёта доходила до 200 метров, высота до 20-30 метров.

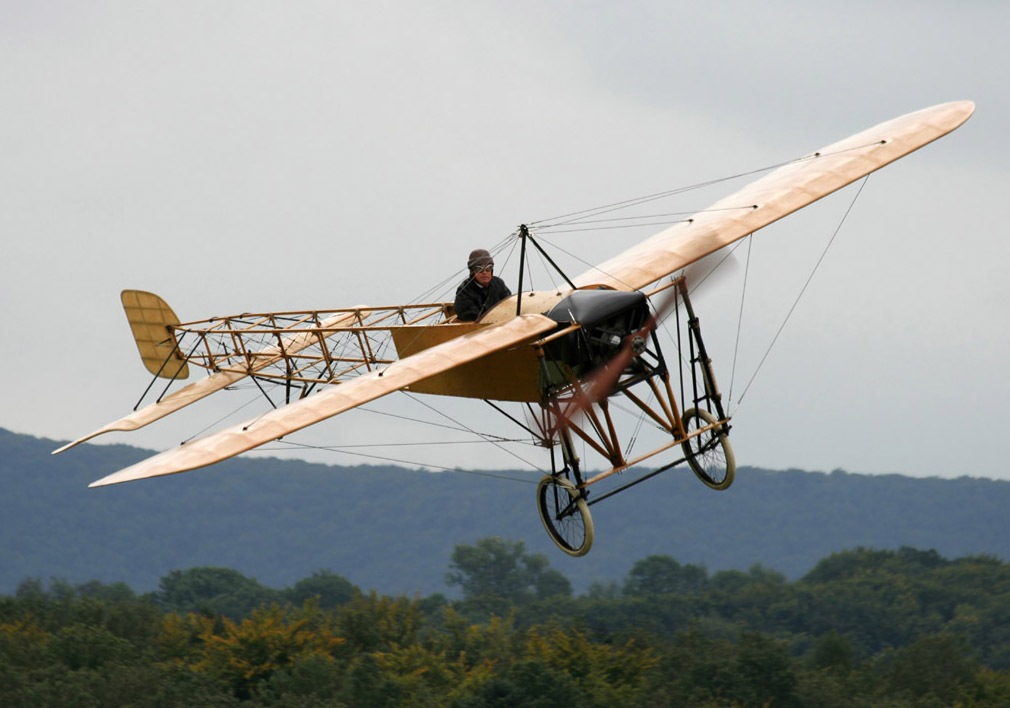
Современная реконструкция самолёта Blériot XI

В 1910 году, оставив в Тифлисе жену с детьми, уехал в Париж, где окончил теоретические курсы Луи Блерио, получив свидетельство пилота № 209 — стал 14-м лётчиком в Российской империи. Для получения разрешения на самостоятельные полёты требовалось дополнительно закончить и сдать экзамен в практической лётной школе, на что у него не было денег. Чтобы сэкономить Кебурия купил недорогой самолет Blériot XI с двигателем мощностью 25 л.с и на нём сдал программу испытаний лётной школы: пролетел восемь кругов вокруг аэродрома и точно посадил самолёт в заданную площадку. Принимавший экзамен Луи Блерио представил талантливого ученика президенту Франции. За время пребывания в Париже Кебурия познакомился и подружился со скульптором Яковом Николадзе.
В Российскую империю Кебурия вернулся с товарищем по парижской лётной школе, казанским адвокатом А. А. Васильевым, предложившим ему устроить серию показательных полётов в приволжских городах. Первый показательный полёт Кебурия совершил в Варшаве в одиночку, так как Васильев задержался в Париже, затем Кебурия продолжил полёты в Нижнем Новгороде, Саратове, Казани (здесь к нему присоединился Васильев), Астрахани, Баку. После каждого полёта он выступал с лекциями, популяризируя авиацию среди народных масс. 24 октября он вернулся в Грузию и поднялся в небо над Тифлисом. В 1911 году он совершил рекордный по длительности полёт в 31 минуту, а в 1912 году поднялся на рекордную высоту 1500 метров.
В 1910—1913 годах Кебурия базировался в Тифлисе, совершал показательные полёты по всей Грузии. Значительную часть доходов от полётов он жертвовал грузинскому Обществу грамотности. После многочисленных аварий он всякий раз восстанавливал самолёт, внося в конструкцию различные усовершенствования. После аварий с разрушением самолёта он два раза строил новые самолёты, используя сохранившиеся детали от старого. Таким образом он создал фактически новую конструкцию самолета: в 1912 году построил самолёт с двигателем «Гном» мощностью 50 л. с. Третий самолёт он построил в 1913 году по типу «Моран-Ж» с шасси, выполненном по типу «Ньюпор-IV». В конце 1913 года, во время демонстрационного полёта в Батуми, на большой высоте остановился двигатель, самолёт спланировал вниз, в море. Спасатели успели спасти пилота, но самолёт был потерян.

### Организатор авиаиндустрии
В 1914 году с началом Первой мировой войны Виссарион Кебурия был призван в армию, воевал на турецком фронте и руководил технической службой армейской авиации. С завершением войны он проявил себя как талантливый организатор и занимался устройством гражданского воздушного сообщения сперва по поручению правительства демократической Грузии, а затем и в советские годы. Став одним из руководителей гражданской авиации в Грузии, Кебурия приложил много сил для организации строительства аэродромов в Тбилиси, Кутаиси, Сухуми и Батуми. Он был одним из инициаторов создания регулярных маршрутов Тбилиси-Баку-Москва и Тбилиси-Сухуми-Москва в 1930 году. Также он выполнил первую аэрофотосъёмку территории Грузии.
В 1923 году был избран председателем грузинского отделения «Общества друзей воздушного флота» (предшественника Осоавиахим-ДОСААФ) и своим примером привлёк многих молодых людей в авиацию. В 1931 году Виссарион Кебурия одним из первых в стране получил звание заслуженного пилота СССР. Во время Великой Отечественной войны, собрав добровольцев, построил аэродром в Чхороцку. В 1945 году был награждён орденом Ленина к 75-летию со дня рождения.
Скончался 4 декабря 1958 года в Тбилиси в возрасте 88 лет и был похоронен на родине, в центральном парке Чхороцку. В его честь названа улица в Тбилиси, в аэропорте Тбилиси и на его могиле в парке Чхороцку ему установлены памятники.